# 近衛信尹
近衛信尹（永祿8年11月1日—慶長19年11月25日，1565年11月23日—1614年12月25日），日本安土桃山時代至江戶時代公卿，太政大臣近衛前久之子。官位從一位、准三宮、左大臣，號三藐院。近衛家第十八代當主。

## 生平
近衛信尹年少時擔任織田信長小姓，1580年任內大臣，1585年升左大臣。同年與二條昭實爭奪關白之位，終由豐臣秀吉出任關白。1592年擅自隨豐臣秀吉渡海至朝鮮半島，後受菊亭晴季誹謗遭流放薩摩國。
1614年無嗣而終，藤原北家嫡流近衛家男系絕嗣，由外甥近衛信尋（後陽成天皇皇子）繼承家位。

## 文獻參考
1. ↑  倉本一宏. . 日本研究. 2011, (44号): 445–462.